# Stężyca
Stężyca (kaschubisch Stãżëca; deutsch Stendsitz, früher Stendzitz, Adlig Stendsitz) ist ein Dorf im Powiat Kartuski der polnischen Woiwodschaft Pommern. Es ist Sitz der gleichnamigen Landgemeinde.

## Geographische Lage
Das Dorf liegt in der Kaschubischen Schweiz am Südzipfel des Radaune-Sees und am Nordufer des Stendsitzer Sees im ehemaligen Westpreußen, etwa neun Kilometer nördlich der Stadt Kościerzyna (Berent), 21 Kilometer südwestlich von Kartuzy (Karthaus) und 50 Kilometer südwestlich von Danzig.

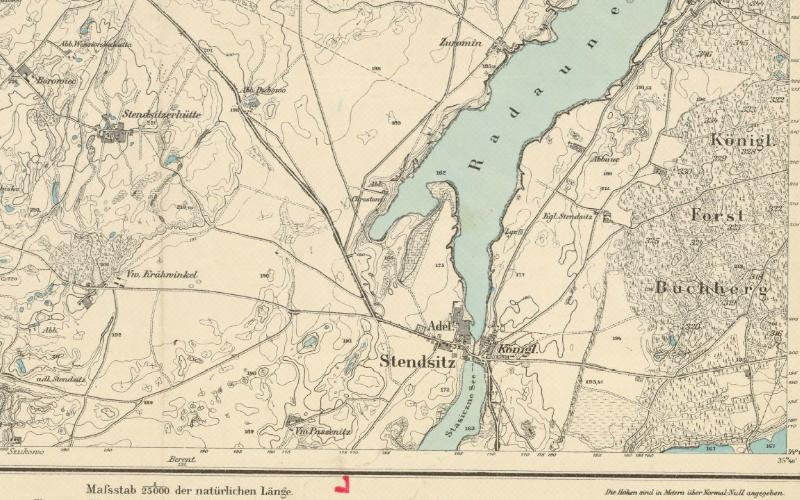
Stendsitz zwischen dem Radaune-See und dem Stendsitzer See auf einer Landkarte von 1773

## Geschichte

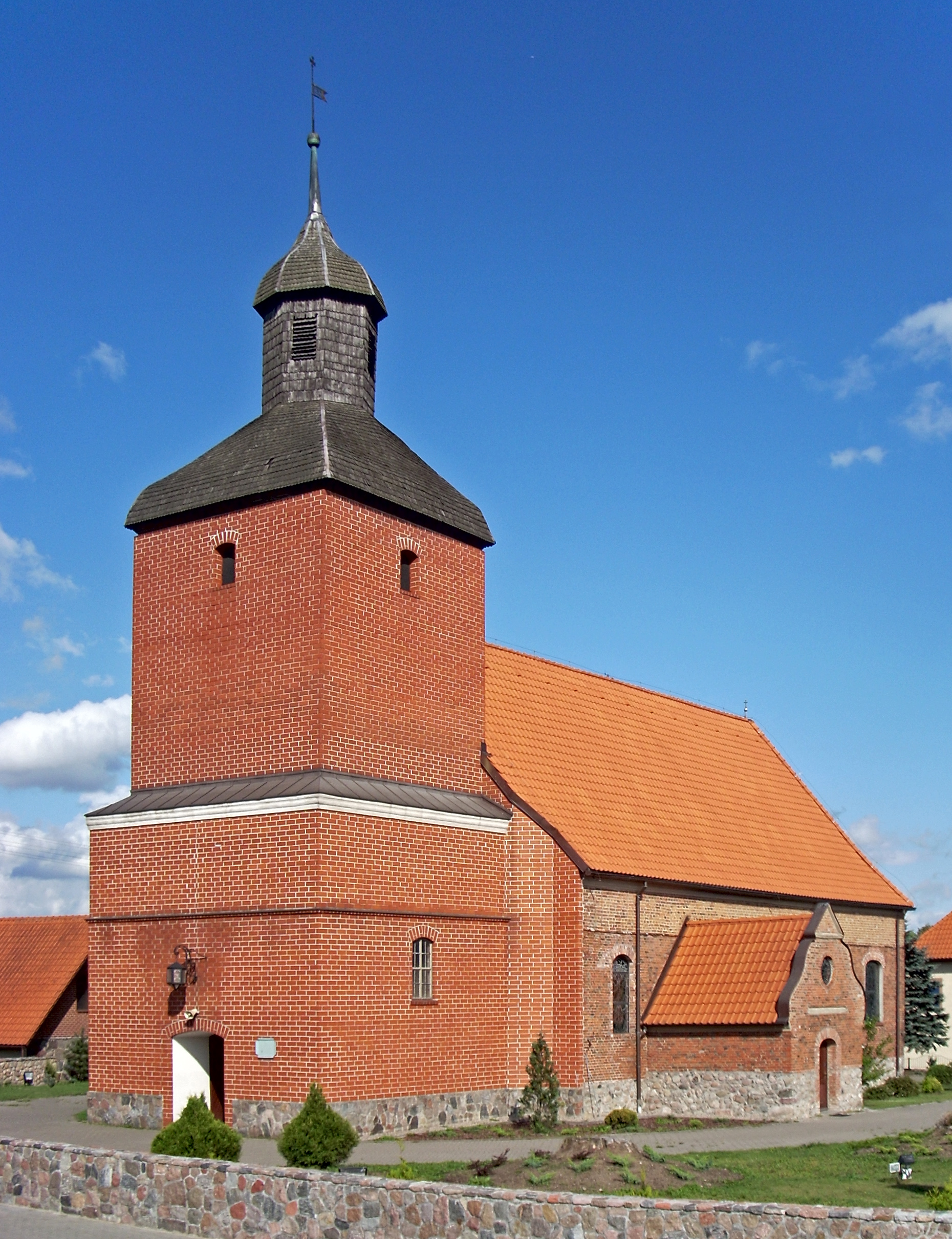
Katholische St.-Katharinen-Pfarrkirche (Ende 12. Jahrhundert)

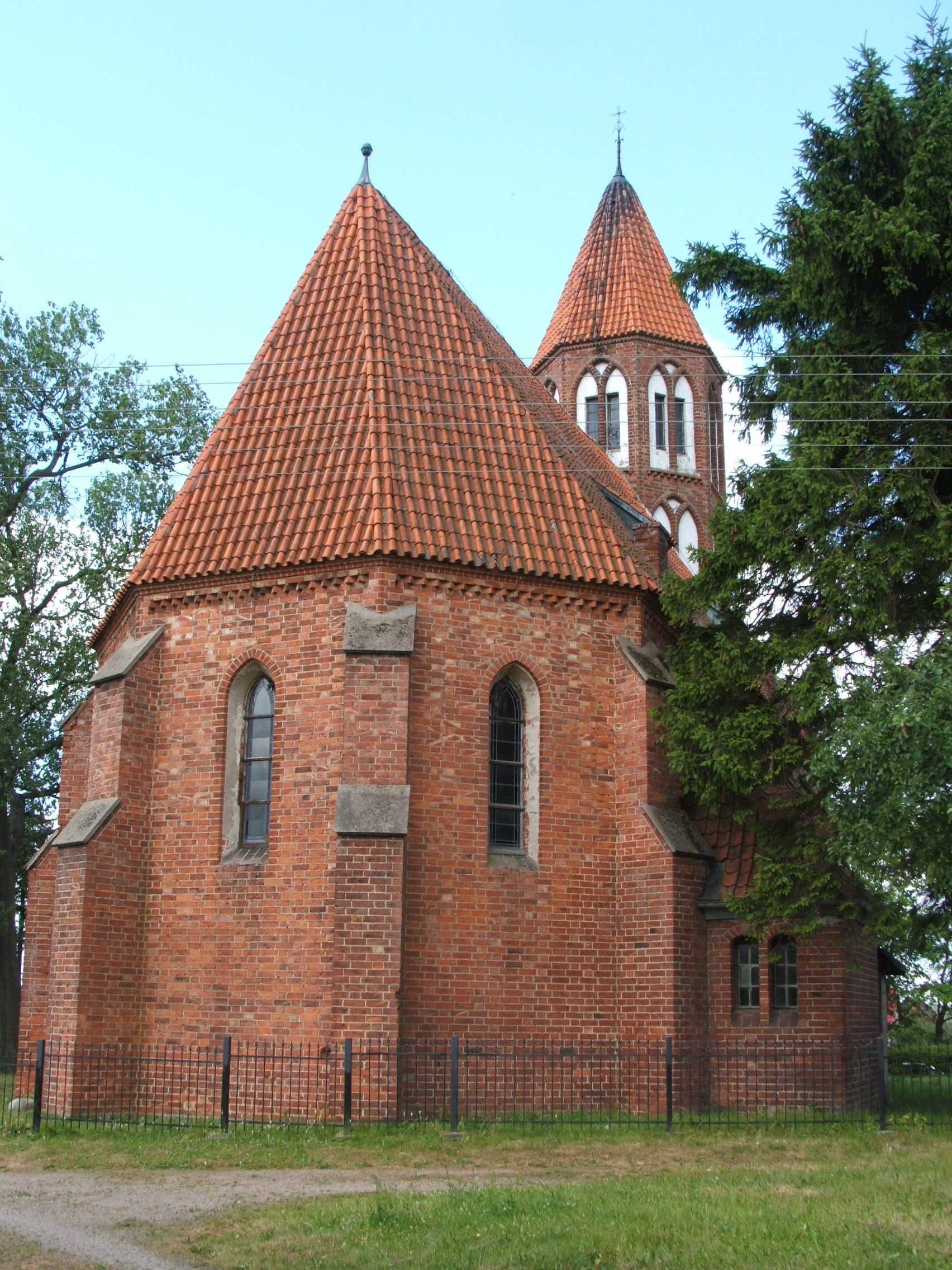
Evangelische Gustav-Adolf-Kirche (eingeweiht 1906)

Wie Gräber aus der Heidenzeit belegen, die im 19. Jahrhundert in Stendsitz aufgefunden worden waren, war die Region am Südufer des Rdaune-Sees schon früh besiedelt. In der ersten Hälfte des 19. Jahrhunderts waren für den Ort mit einem adligen Gut, einer Wassermühle an der Radaune und einer katholischen Pfarrkirche die Ortsnamen Stendzitz und Stendzyc (sprich: …schitz) in Gebrauch.
Von 1308 bis 1466 hatte die Ortschaft zum Deutschordensland Preußen gehört; eine aus dieser Zeit überlieferte Ortsbezeichnung lautet Stansitz. Im Jahr 1398 legen der Pfarrer Johann und die Kirchenvorsteher zu Stansitz einen Rechtsstreit bei.
Danach kam der Ort bei der Zweiteilung Preußens zum westlichen Teil, später auch als autonomes Preußen Königlichen Anteils bekannt, das sich freiwillig unter den Schutz der polnischen Krone begeben hatte. Nach der ersten polnischen Teilung 1772 kam die Region zum Königreich Preußen. Von 1818 bis 1920 gehörte Stendsitz zum preußischen Kreis Karthaus.
Nach Ende des Ersten Weltkriegs musste der größte Teil des Kreises Karthaus, darunter auch Adlig Stendsitz, aufgrund der Bestimmungen des Versailler Vertrags im Januar 1920 zum Zweck der Einrichtung des Polnischen Korridors an Polen abgetreten werden. Durch den Überfall auf Polen 1939 wurde der Kreis Karthaus mit Stendsitz völkerrechtswidrig vom Deutschen Reich annektiert und wurde dem Regierungsbezirk Danzig im Reichsgau Danzig-Westpreußen zugeordnet.
Gegen Ende des Zweiten Weltkriegs wurde das Kreisgebiet im Frühjahr 1945 von der Roten Armee besetzt. Im Sommer 1945 wurde das Kreisgebiet mit dem Dorf Stendsitz von der sowjetischen Besatzungsmacht gemäß dem Potsdamer Abkommen der Verwaltung der Volksrepublik Polen unterstellt. In der Folgezeit wurde die deutsche Minderheit von der örtlichen polnischen Verwaltungsbehörde aus Stendsitz vertrieben. Die evangelische Kirche stand in den Nachkriegsjahren leer.

### Bevölkerungsentwicklung bis 1945
| Jahr | Einwohner | Anmerkungen    |
| ---- | --------- | -------------- |
| 1816 | 022       | [ 4 ]          |
| 1840 | 277       | in 38 Häusern  |
| 1864 | 579       | am 3. Dezember |
| 1905 | 745       | [ 9 ]          |

## Gemeinde
Zur Landgemeinde Stężyca gehören 17 weiter Orte mit einem Schulzenamt (sołectwo).